# Andreas Heidl
Andreas Heidl (* 25. Juni 1962 in Linz) ist ein österreichischer Architekt.
Andreas Heidl arbeitete anfangs als Stahlbetonbautechniker bei Karl Ott senior in Linz. Ab 1988 studierte er Architektur an der Technischen Universität Graz. Er war Mitarbeiter in den Architekturbüros der Architekten Günther Domenig, Konrad Frey und Peter Riepl. 1993–1994 absolvierte er ein Architekturstudium an der School of Architecture, University of Bath (GB). 1999 gründete er sein eigenes Büro in Linz, dieses wurde 2005 zur Heidl Architekten ZT GmbH umgegründet.

## Auszeichnungen
| 1996 | Österreichischer Dorferneuerungspreis für die Ortsplatzgestaltung Sarleinsbach                                                                               |
| 1998 | Talentförderungsprämie des Landes Oberösterreich |
| 2002 | Denkmalpflegepreis des Landes Oberösterreich zum Umbau des Schmidtberger-Hauses in Linz                                                                      |
| 2004 | Architekturpreis vis à vis – hervorragende Projekte im Bereich der Handels-, Gewerbe- und Industriebauten: Büro- und Betriebsgebäude Seele, Schörfling a. A. |
|      | Architekturpreis vis à vis – Braut- und Abendmoden Baudisch, Gunskirchen – Internationaler Brautmoden Award – schönster Brautsalon Mitteleuropas             |
| 2009 | Architekturpreis vis à vis – vorbildliche Bauten für Kultur: Stadtfriedhof St. Martin                                                                        |
| 2011 | Österreichischer Bauherrenpreis 2011 – Bankhaus Spängler, Hauptplatz 20, Linz                                                                                |
| 2012 | AIT Award 2012 – unter den besten 7 der Selektion besonders erwähnenswerter Arbeiten der Kategorie Sakralbauten mit Stadtfriedhof St. Martin                 |
|      | Kulturpreis des Landes Oberösterreich für Architektur |
| 2013 | Best Architects 14: Stadtfriedhof St. Martin |
|      | best architect 14: Bankhaus Carl Spängler |
|      | Energy Globe Award Oberösterreich: Bankhaus Carl Spängler, 3. Platz in der Kategorie „Erde“                                                                  |
| 2014 | Listung in „Best of Austria. Architektur Architecture 2012_13“                                                                                               |
|      | Aufnahme des Projektes „Haus H“ in „100 österreichische Häuser“, Ausgabe 2014/15                                                                             |

## Wettbewerbe
| 1999 | Urnenhain Linz Urfahr                                                                        |
| 2000 | Altstadtrevitalisierung Freistadt (1. Preis)                                                 |
| 2001 | Wohnbau Spindelbaumweg Linz (2. Preis)                                                       |
| 2002 | Winterhafen BSC Linz                                                                         |
|      | Palais Epstein Wien Renovierung (Ankauf)                                                     |
| 2003 | Bürogebäude Firma Seele, Schörfling am Attersee (1. Preis)                                   |
| 2005 | Musiktheater Linz                                                                            |
|      | Konzernzentrale Energie AG, Linz (4. Preis)                                                  |
| 2006 | Marktgemeinde Sarleinsbach (1. Preis)                                                        |
|      | Marktgemeinde Meggenhofen „Gemeinde- und Pfarrzentrum“ (2. Preis)                            |
|      | Stadtfriedhof St. Martin (1. Preis)                                                          |
| 2007 | Betriebsseelsorgezentrum Voest (1. Preis)                                                    |
|      | Erweiterung Kolpinghotel (1. Preis)                                                          |
| 2008 | Seeuferpromenade Lochau, Vorarlberg                                                          |
|      | Umbau des Plenarsaales des Parlamentsgebäudes in Wien (1. Preis)                             |
|      | Kunstuniversität Linz (Ankauf)                                                               |
| 2009 | S8 Marchfelder Schnellstraße (Ankauf)                                                        |
|      | Schloss Schönbrunn – Umbau Gardetrakt, Wien                                                  |
|      | HTBLA Hallstatt (Ankauf)                                                                     |
|      | MED CAMPUS Graz                                                                              |
| 2010 | Renaissanceschloss Ranshofen (1. Preis)                                                      |
|      | Erschließung der Residenz Würzburg und Neugestaltung der Hofstraße                           |
| 2011 | Veranstaltungssaal Zirl, Tirol                                                               |
|      | Wimmer Medien, Promenade, Linz                                                               |
|      | HTL Goethestraße, Linz                                                                       |
| 2012 | Krematorium Hörnli, Basel                                                                    |
|      | Diakoniehaus Bethanien, Gallneukirchen                                                       |
|      | HBLA für Tourismus, St. Johann in Tirol                                                      |
|      | Postgebäude, Rasumofskygasse, Wien                                                           |
| 2013 | St. Vinzenz Heim Schernberg, Schwarzach im Pongau                                            |
|      | Modernisierung Tourismusschule Klessheim/Errichtung einer internationalen Schule, Siezenheim |
|      | Neubau Residenzgebäude, Zagreb                                                               |
| 2014 | Amtsgebäude Wilhering                                                                        |
|      | Burg Mauterndorf, Mauterndorf, (1. Preis)                                                    |
|      | Fraunhofer NetzWertZentrum, Benediktbeuern                                                   |
|      | Josefhof, Graz                                                                               |
|      | Ortsplatzgestaltung, Handenberg, (1. Preis)                                                  |
|      | Schule Stadtmitte, Wels                                                                      |
| 2015 | Winklerbahnhof, Linz                                                                         |

## Realisierungen
| 2002 | Neues Rathaus der Stadt Linz – Trauungssaal, Einwohnerstandesamt, Bürgerservicecenter |
| 2004 | Büro- und Geschäftsgebäude Fa. Seele in Schörfling am Attersee                        |
| 2006 | Waschwelt Leonding                                                                    |
| 2007 | Betriebsseelsorgezentrum voestalpine                                                  |
|      | Bankhaus Spängler Hauptplatz 20 Linz                                                  |
| 2008 | Aufbahrungshalle Stadtfriedhof Linz/St. Martin                                        |
|      | Kapelle Dachsberg (Gemeinde Prambachkirchen) Renovierung                              |
| 2009 | Bücherei und Musikhaus Sarleinsbach                                                   |
| 2011 | Stift Ranshofen Landesausstellung 2012                                                |
| 2012 | Gemeinderatssitzungssaal und Aufbahrungshalle Sarleinsbach                            |
| 2014 | Ortsplatzgestaltung Handenberg                                                        |
| 2015 | Wohnbebauung Windischgarsten                                                          |